# ねぶた
ねぶたとは、古来日本で、旧暦7月7日の年中行事（すなわち七夕行事の一つ）として行われてきた夏祭りの一類型である。
主に東日本各地で行なわれてきたが、とりわけ近世以降の津軽地方（江戸幕藩体制下においては弘前藩領。明治維新以降の青森県西部）において盛んで、祭りの形態も主にこの地で進化・発展を遂げてきた。全国的に有名なのは、青森ねぶたと弘前ねぷたで、これらは1980年（昭和55年）に重要無形民俗文化財に指定されている。
一般には「ねぶた祭り」と呼ばれることが多いが、行事の正式名称としては、青森ねぶたのように「ねぶた」と呼んで仮名表記する例のほか、「ねぷた」と呼ぶ場合や（弘前ねぷたなど）、漢字の当て字で「佞武多」と記して「ねぷた」と読みならわす例（五所川原立佞武多）もある。
以下、青森県のねぶたを中心に記載する。

## 概要
青森ねぶた祭は、青森県青森市で8月初旬頃に行われているが、地域によって運行されるねぶた（ねぷた）の形態、御囃子や掛け声に違いがある。青森市の青森ねぶた、弘前市の弘前ねぷた、五所川原市の五所川原立佞武多などが有名で、次いで黒石市の黒石ねぷた、つがる市の木造ねぶた、平川市の平川ねぷた、むつ市の大湊ネブタなどがある。その他、ねぶた発祥の地のひとつとされる浅虫ねぶたや津軽地方、下北半島の市町村でも行われている。

### 起源
ねぶたの起源には諸説ある。ねぶたの起源に関しては主に以下の三つの説が知られている。
坂上田村麻呂説
坂上田村麻呂が蝦夷征伐の際、敵をおびき寄せるため、ねぶたを海に流したことに由来するという説。文献上の初出は江戸時代初期の『東日流由来記』とされるが、この文献は坂上田村麻呂の伝承を記した『田村の草子』と津軽為信による津軽藩と南部藩の戦いの歴史が融合して創作されたものと考えられている。
また、坂上田村麻呂の軍勢は最北で志波城（盛岡市）までしか北上していないと考えられ、伝承の一つと考えられている。
津軽為信説
江戸時代の『津軽徧覧日記』にある説で、文禄2年（1593年）7月に津軽為信が京都で行われていた盂蘭盆会に家臣の服部康成に命じて「津軽の大灯籠」を作らせて町を練り歩かせたところ大評判だったことから、国元の弘前でも開催されるようになったという説である。しかし『津軽徧覧日記』は津軽為信の京都滞在から200年後の著作で信頼性に乏しく、服部康成が家臣となった時期も誤っており一般には否定されている。ただし、これより後の時代に津軽為信または子の津軽信枚と服部康成が、津軽において京都の灯籠行事を行ったとする仮説も唱えられている。
七夕起源説
七夕行事の「眠り流し」と仏教に由来する「灯籠流し」が融合して発展したという説。中国から伝来した七夕行事と、東北地方などで古来から行われていた眠り流し、精霊送り、虫送りなどの行事が一体化した行事という説である。
坂上田村麻呂説と津軽為信説が否定されるようになり、七夕起源説が一般的に信じられるようになった。しかし、日本海側で古くから実施されていた民間行事の眠り流しが、津軽藩の公式行事となる灯籠行列として大規模に運行されるようになった経緯は必ずしも明らかにはなっていない。
このほか有力な説として禊祓に由来するという説がある。京都または近江から弘前に移住した人々によって京都の灯籠行事がもたらされたとする説もある。
ねぶた（ねぷた）に関する最も古い史料は『弘前藩庁御国日記』（1722年）とされ「祢ふた」や「祢むた」の観覧の記述がある。また、ねぶた（ねぷた）に関する最も古い絵図とみられるのが弘前藩士の比良野貞彦によって描かれた『奥民図彙』（1778年）である。
ねぶたは全国で地域の祭りとして取り入れる例がみられ、特に関東地方（東京周辺）では阿波踊りなどと同様、イベントの1つにする祭りがある。
長崎県五島列島福江島でも行われている。

### 名称
「ねぶた」「ねぷた」の語源には諸説あるが、「眠（ねぶ）たし」、「合歓木（ねむのき、ねぶたのき、ねぶた）」「七夕（たなばた）」「荷札（にふだ）」などに由来する説がある。
もともと江戸時代の史料では、「ねぶた」「ねむた」「ねふた」などの表記が混在し、江戸末期になると「侫武多」の当て字も多用されるようになった。その後、昭和20年代後半に青森の東奥日報で「ねぶた」、弘前の陸奥新報で「ねぷた」の表記が一般的に使われるようになった。行事の正式名称も弘前が1957年（昭和32年）から「ねぷた」、青森が1958年（昭和33年）から「ねぶた」を名乗っている。「ねぶた」と「ねぷた」の表記の違いが強調されるようになったのは、青森ねぶたや弘前ねぷたが国の重要無形民俗文化財に指定された1980年（昭和55年）以降とされる。一般には青森でも「ねぷた」（あるいは「ねんぷた」）、弘前でも「ねぶた」と呼ぶ例がみられる。

## 各地のねぶた一覧
太字は、国の重要無形民俗文化財に指定されているものである。

### 青森県内
- 青森ねぶた - 青森市（国の重要無形民俗文化財）
- 浅虫ねぶた - 青森市
- 浪岡ねぶた - 青森市
- 弘前ねぷた - 弘前市（国の重要無形民俗文化財）
- 相馬ねぷた - 弘前市
- 岩木ねぷた - 弘前市
- 五所川原立佞武多 - 五所川原市
- 金木ねぷた - 五所川原市
- 市浦ねぶた - 五所川原市
- 黒石ねぷた - 黒石市（青森県指定無形民俗文化財）
- 木造馬ねぶた - つがる市[注 2]
- つがる市ネブタまつり（木造ねぷた） - つがる市
- 稲垣ねぶた - つがる市
- 柏ねぷた - つがる市
- 車力ねぶた - つがる市
- 森田ねぷた - つがる市
- 平川ねぷた- 平川市
- 碇ヶ関ねぷた - 平川市
- 尾上ねぷた - 平川市
- 大畑ねぶた - むつ市
- 大湊ネブタ - むつ市
- 川内ねぶた - むつ市
- 田名部ねぶた - むつ市
- 脇野沢ねぶた - むつ市
- 鯵ヶ沢ねぷた - 鯵ヶ沢町
- 板柳ねぶた - 板柳町
- 田舎館ねぷた - 田舎館村
- 今別ねぶた - 今別町
- 岩崎ねぷた - 深浦町
- 深浦ねぶた - 深浦町
- 大鰐ねぷた - 大鰐町
- 風間浦ねぷた - 風間浦村
- 蟹田ねぶた - 外ヶ浜町
- 三厩ねぶた - 外ヶ浜町
- 小泊ねぶた - 中泊町
- 中里ねぶた - 中泊町
- 佐井ねぷた - 佐井村
- 鶴田ねぷた - 鶴田町
- 東通ねぷた - 東通村
- 常盤ねぷた - 藤崎町
- 藤崎ねぷた - 藤崎町
- 平内ねぶた - 平内町
- 横浜ねぷた - 横浜町

### 関東地方

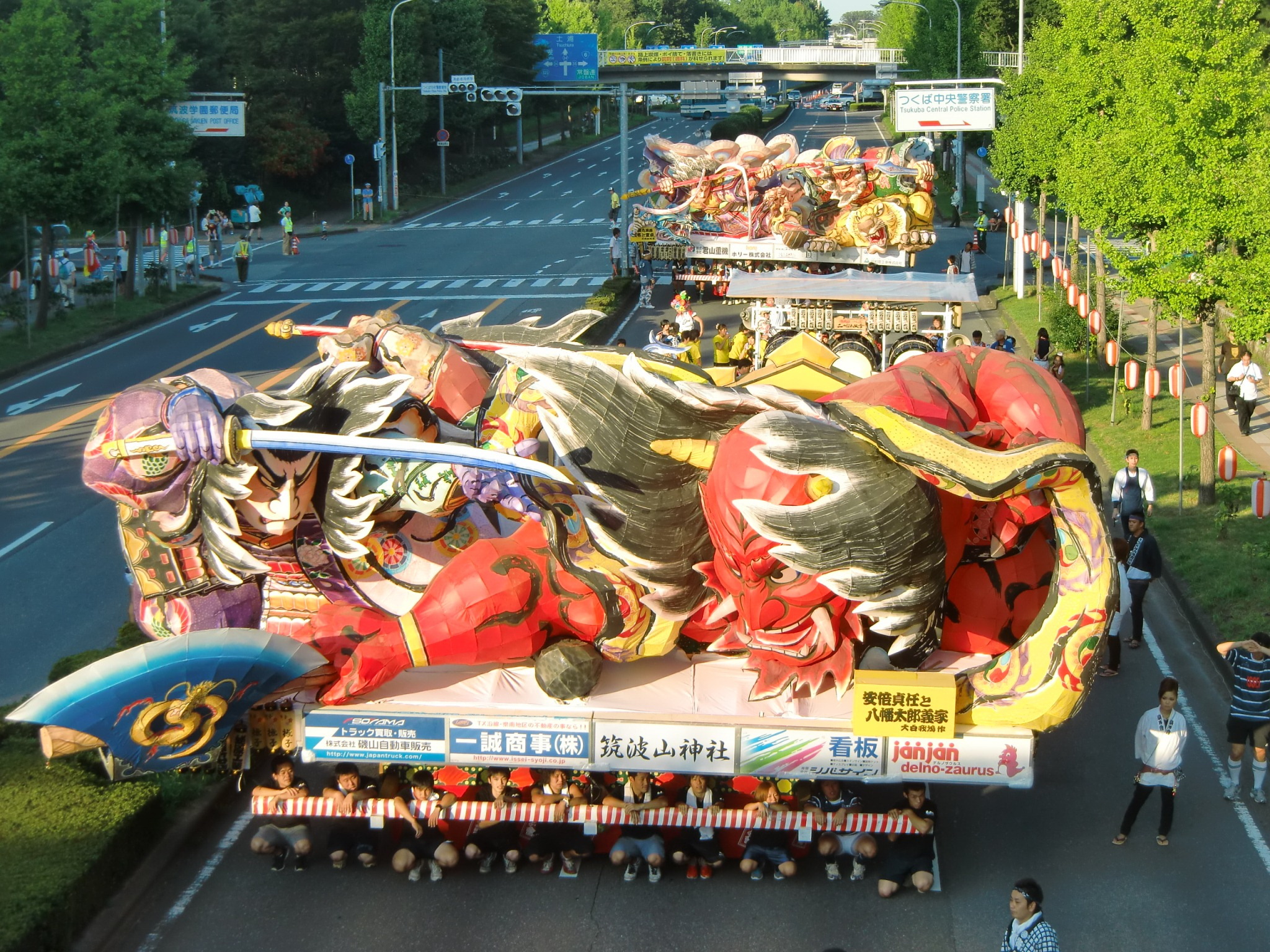
まつりつくば（茨城県つくば市）

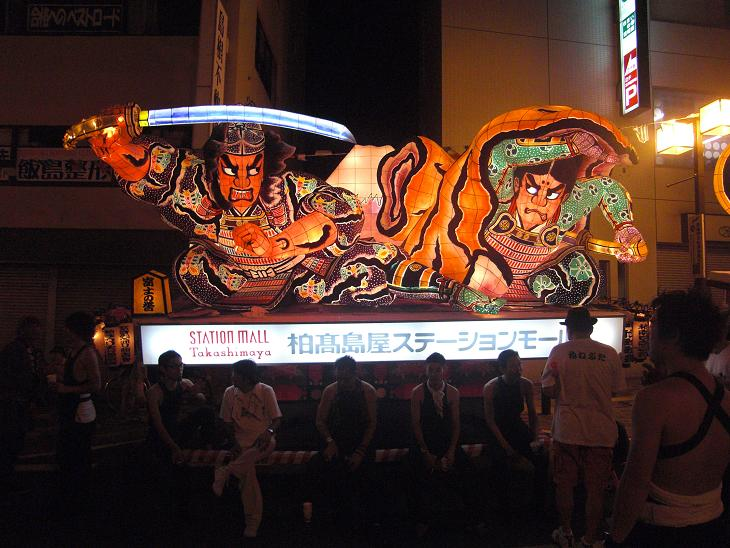
柏ねぶた（千葉県柏市）

東北地方の観光キャンペーンイベント等で不定期に行われているものも多々存在するが、本稿では毎年開催されているもののみを記載する。
- まつりつくば - 茨城県つくば市・土浦学園線 「つくば大パレード」の構成要素の1つで、過去の青森ねぶたも運行あり。
- 尾島ねぷた - 群馬県太田市（旧尾島町） 太田市尾島地域（旧尾島町）は、弘前市の友好都市であるため開催。
- 北本まつり「宵まつり」 - 埼玉県北本市（ねぶた・ねぷたの両方を開催）
- 柏ねぶた - 千葉県柏市 柏まつりの構成要素の1つ。柏市は、つがる市（旧柏村）の友好都市であるため開催。柏まつりを取り巻く環境変化や、修繕費の高騰などに伴い、2023年が最後の開催となった[8]。
- 柏の葉T-SITEねぶた祭 - 千葉県柏市 上記「柏ねぶた」が廃止された翌年の2024年から開催され、事実上の後継イベントとなっている。
- 臼井ふるさとにぎわい祭 - 千葉県佐倉市・京成臼井駅周辺 上記の柏ねぶたと、佐倉市ゆかりの長嶋茂雄と雷電爲右エ門のねぶたを運行。臼井駅前のレイクピアウスイ（イオンレイクピア店）は、青森市内のしんまち商店街と交流があるため開催[9][10]。
- 渋谷センター街ねぶた祭り - 東京都渋谷区・渋谷センター街
- 桜新町ねぶた祭り - 東京都世田谷区桜新町・サザエさん通り
- 羽衣ねぶた祭 - 東京都立川市羽衣町
- みたままつり - 東京都千代田区・靖国神社
- 中延ねぶた祭り - 東京都品川区中延・中延スキップロード
- 湘南ねぶた - 神奈川県藤沢市・六会日大前駅東口周辺[11]
- 秦野たばこ祭 - 神奈川県秦野市 通常はねぷたの運行だが、2007年にはねぶたが特別出演した。
- 川東ひかり祭り - 神奈川県小田原市
- 寒川神社 - 2001年から神門に展示している。点灯期間は、1月1日から2月3日（前年12月20日頃から展示している）。

### その他
- 能代役七夕 - 能代ねぶながしとも言う。元禄時代からの伝統がある。
- 小坂七夕祭 - 元々は小坂鉱山の労働者に青森県出身者がおり故郷を懐かしむ為に作られた祭り。

各町内会が、青森ねぶたの流れをくむと言われる山車を繰り出す。
- 花輪ねぷた - 8月7日から8日に行われる七夕行事。藩政時代からの歴史がある。将棋の駒の型をした10台の高さ5m余りある王将灯篭を繰り出し、最終日には橋の上で燃やす。
- しれとこ斜里ねぷた - 北海道斜里町（弘前市の友好都市）
- くっちゃんじゃが祭 - 北海道倶知安町じゃがねぶた
- 岩見沢ねぶた祭 - 北海道岩見沢市。北海道教育大学岩見沢校の学生主導の実行委員会が主催。
- 海上うんづら - 宮城県気仙沼市（「気仙沼みなとまつり」の構成要素の1つ。七夕、海上ねぶたなど）
- YOSAKOI&ねぷたinとよさと - 宮城県登米市豊里町
- 長沼まつり - 福島県須賀川市（1985年に開始、2024年9月の「第38回長沼まつりFINAL」をもって終了[12]）
- 四倉夏祭り[13] - 福島県いわき市（「四倉ねぶたといわきおどりの夕べ」として開催）
- 真田幸村公出陣ねぷた - 長野県上田市
- 滑川のネブタ流し - 富山県滑川市（日本海側最南端のネブタ流しとして、国の重要無形民俗文化財に指定）
- 中陣のニブ流し - 富山県黒部市（青森のねぶたと同系統のものとされている）国の記録作成等の措置を講ずべき無形の民俗文化財（選択無形民俗文化財）・富山県指定無形民俗文化財。
- たてもん祭り - 富山県魚津市（ねぶた文化と諏訪の御柱文化が融合した儀式）ユネスコの無形文化遺産登録及び、国の重要無形民俗文化財に指定。
- 柳井金魚ちょうちん祭り - 山口県柳井市。弘前ねぷたに着想を得て製作されたといわれる金魚ちょうちんを灯す同市の祭りで8月13日に開催される。巨大な金魚ねぶたが登場する[14]。
- 八幡東ねぶた祭[15] - 福岡県北九州市八幡東区（2000年より）
- 福江祭 - 長崎県・五島列島-「福江みなとまつり」毎年9月末から10月初めに行われる。福江港より打ちあがる花火は大迫力。
- 青森県平賀町ねぷた祭in知覧[16] - 鹿児島県南九州市・知覧まち商店街（旧知覧町。1996年より。現在は知覧ねぷた祭り）
- 熊本復興ねぶた - 2016年の熊本地震の復興支援として2016年、2017年、2018年の9月の第一土曜日とその翌日に二の丸広場で行われた。